# Caj Lundgren
Caj Lundgren, pseudonym Kajenn, född Karl-Johan Lundgren den 1 mars 1931 i Lund, död 6 augusti 2018 i Stockholm, var en svensk journalist, översättare, kritiker och författare. Utöver sina översättningar är Lundgren också känd för sina dagsverser.

## Biografi
Lundgren avlade studentexamen vid Katedralskolan i Skara 1949 och studerade sedan engelska, litteraturhistoria och sociologi vid Uppsala universitet. Han anställdes 1953 som journalist vid Svenska Dagbladet, där han alltsedan sitt första år skrev dagsverser under signaturen "Kajenn", oftast illustrerade av Fibben Hald.
Med början 1955 översatte Lundgren från engelska (och i mindre utsträckning från tyska) huvudsakligen skönlitteratur av författare som nobelpristagarna Isaac Bashevis Singer och Saul Bellow, samt av bland andra Anthony Burgess, Norman Mailer, Joseph Heller, Philip Roth, Thomas Pynchon, Susan Sontag, John Irving och Cormac McCarthy.
Mellan 1958 och 1977 levererade han därtill visor och kupletter till den årliga Kar de Mumma-revyn på Folkan i Stockholm. Han översatte även flera operor och operetter, bland annat Carmen, Mahagonny och Den italienska halmhatten, och skrev sångtexter för en rad olika artister, bland andra Lena Granhagen och Jan Malmsjö.
Lundgren är far till författaren och översättaren Maja Lundgren.

## Priser och utmärkelser
- 1968 – SKAP-stipendiet
- 1977 – Svenska Akademiens översättarpris
- 1977 – Letterstedtska priset för översättningar för översättningen av Saul Bellows Humbolts gåva
- 1980 – Elsa Thulins översättarpris
- 1982 – De Nios översättarpris
- 1990 – Karlfeldt-priset
- 1991 – Hedersdoktor vid Stockholms universitet
- 1994 – Albert Bonniers 100-årsminne
- 1994 – Karl Gerhard-stipendiet
- 2002 – Litteris et Artibus
- 2004 – Gustaf Fröding-sällskapets lyrikpris